# Dasypoda morawitzi
Dasypoda morawitzi är en art i insektsordningen steklar som tillhör familjen sommarbin och släktet byxbin. Arten räknades tidigare till den närstående arten praktbyxbi (Dasypoda hirtipes).

## Beskrivning
Huvudet har vit till gråaktig päls, medan mellankroppen har gråbrunaktig behåring. Hanen har lång, upprättstående, vitaktig till smutsgul päls på tergit 1 till 3 samt på sidorna till tergit 4 till 6. Tergit 7 har mer tillplattad, svart och mörkbrun behåring. Längs bakkanterna på tergiterna 1 till 6 har han dessutom vita till smutsgula tillplattade hårband. Honan har svart päls på tergiterna 2 till 4, tät, tillplattad, mörkgrå till gråbrun päls framtill på tergit 5, samt lång, svart behåring på resten av bakkroppen. Precis som hos hanen har hon tillplattade hårband på tergiternas bakkanter, i hennes fall endast på tergit 1 till 4, och med rent vit färg. Likt alla byxbin har hon påtagligt långa polleninsamlingshår på bakbenen. Hanen blir omkring 11 mm lång (9.5 till 13.5 mm), medan honan har en längd på 10.5 till 14 mm.

## Utbredning
Utbredningsområdet omfattar Tyskland, Österrike, Ungern, Tjeckien, Rumänien, Grekland, Spanien, Ukraina, Turkiet samt via Ryssland österut till Sibirien (Krasnojarsk kraj), Georgien, Armenien, Azerbajdzjan och västra Kazakstan.

## Taxonomi
Arten beskrevs första gången 2016 av den ukrainske entomologen Volodimir Radtjenko (auktorsnamn Radchenko), när denne identifierade arten bland fynd som tidigare ansågs tillhöra praktbyxbi (D. hirtipes). Radtjenko har främst gått efter morfologiska skillnader som tungans struktur, struktur och punktering på mellankroppen, behåring på fötter (endast för honan) och på bakkroppens undersida, och hos hanen även behåring och struktur på penis. De använda parametrarna listas nedan:
| Utseende hos praktbyxbi                                                       | Utseende hos Dasypoda morawitzi                                    |
| ----------------------------------------------------------------------------- | ------------------------------------------------------------------ |
| Tunga slät                                                                    | Tunga med rynkor                                                   |
| Svartbruna bukhår                                                             | Gråbruna bukhår                                                    |
| Mellankroppens ryggsida kraftigt knottrig och matt, men endast svagt prickig  | Mellankroppens ryggsida småknottrig, glänsande och tydligt prickig |
| Hos honan: Mellanfötterna övervägande svartbruna                              | Mellanfötterna övervägande gulbruna                                |
| Hos hanen: Gonostyla (bihang till penisen) med långa, orange hår på spetsarna | Gonostyla med korta, gulbruna hår på spetsarna                     |
| Hos hanen: Penisklaffarna (som omsluter penisen) divergerar                   | Penisklaffarna parallella                                          |

## Ekologi
Som alla byxbin är arten solitär, den har inga kaster som drottningar, arbetare och hanar, utan honan svarar själv för uppfödningen av avkomman. Hon bygger sina bon i gångar som hon själv gräver i sandig mark eller lössjord. Boet utgörs av ett grenat gångsystem, som utgår från en lång centralgång. Sidogångarna avslutas med en eller ett par äggceller. Dessa innehåller ett ägg vardera, och en pollenklump som är avsedd som mat åt larven.
Dasypoda morawitzi är polylektisk, åtminstone när det gäller nektar, den flyger till blommor från många olika familjer. De vanligaste hos honorna är korgblommiga växter och triftväxter, men en del honor har också observerats på flockblommiga växter, strävbladiga växter, kaprifolväxter och ärtväxter, medan enstaka hanar har observerats på klockväxter och vindeväxter. Flygperioden varar från mitten av maj (slutet av maj på Krim) till mitten av september.